# Pesello
Pesello, właściwie Giuliano d’Arrigho znany też jako Giuliano Pesello (ur. ok. 1367, zm. 1446 we Florencji) – włoski malarz wczesnego renesansu, quattrocento. 

## Biografia
Pesello był uczniem malarza Andrea del Castagno. We Florencji posiadał własną pracownię, gdzie malował i zdobił przedmioty codziennego użytku, szczególnie cassone, niskie skrzynie służące do przechowywania ubrań. Jego zięć Stefano di Francesco również był malarzem, gdy zmarł w 1427, Pesello wychowywał jego syna Francesco di Stefano. Chłopiec szkolił się w jego pracowni i przyjął po dziadku pseudonim Pesellino.
Giorgio Vasari, w drugim wydaniu z 1568 swojego dzieła Żywoty najsławniejszych malarzy, rzeźbiarzy i architektów, opisuje talent Pesello do motywów zwierzęcych, szczególnie lwów, które wyglądały jak żywe.
W 1416 Pesello utworzył stowarzyszenie malarzy, a w 1420 brał udział w konkursie na dekorowanie kopuły katedralnej.
Nie ma dowodów na to, aby jednoznacznie przypisać Pesello autorstwo któregoś z zachowanych obrazów. W Galerii Uffizi znajduje się obraz Virgin of Humility, którego autorstwo przypisuje się jemu lub Masolino. Obraz ten cechuje niezwykły kontrast twarzy Dziewicy ze złotym tłem. Istnieją jeszcze dwa obrazy Madonny, jeden w muzeum w Rotterdamie i drugi w Gloucester, których domniemanym autorem jest Pesello.
Ok. 1442 zaczęto budowę Kaplicy rodu Pazzich przy kościele Santa Croce we Florencji według planów Brunelleschiego. Jest to budowla na planie prostokąta z kwadratowym prezbiterium i przedsionkiem. Jedna z mniejszych kopuł, przedstawiająca astronomiczne niebo (Emisfero celeste), przypisywana jest Pesello.

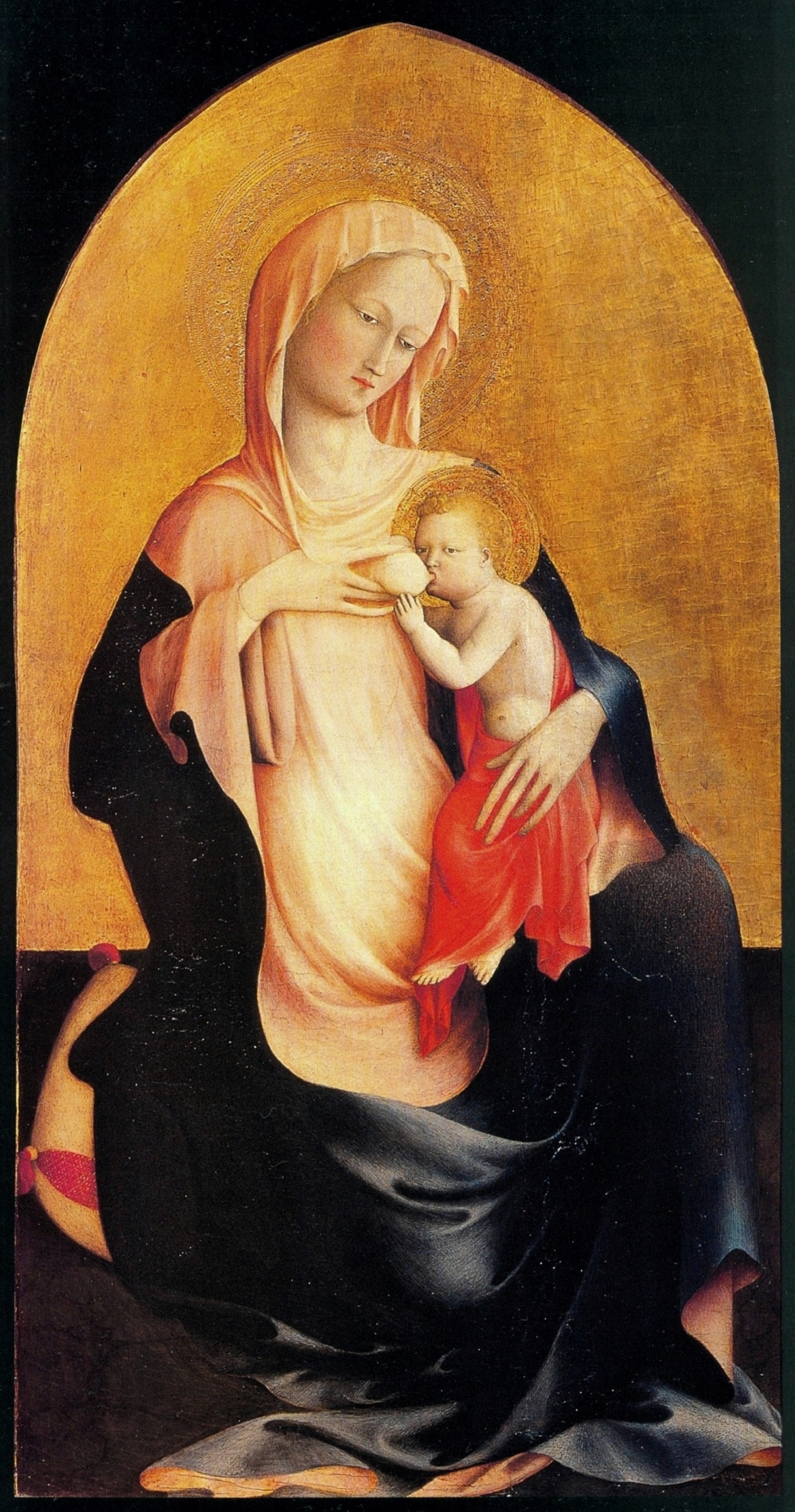
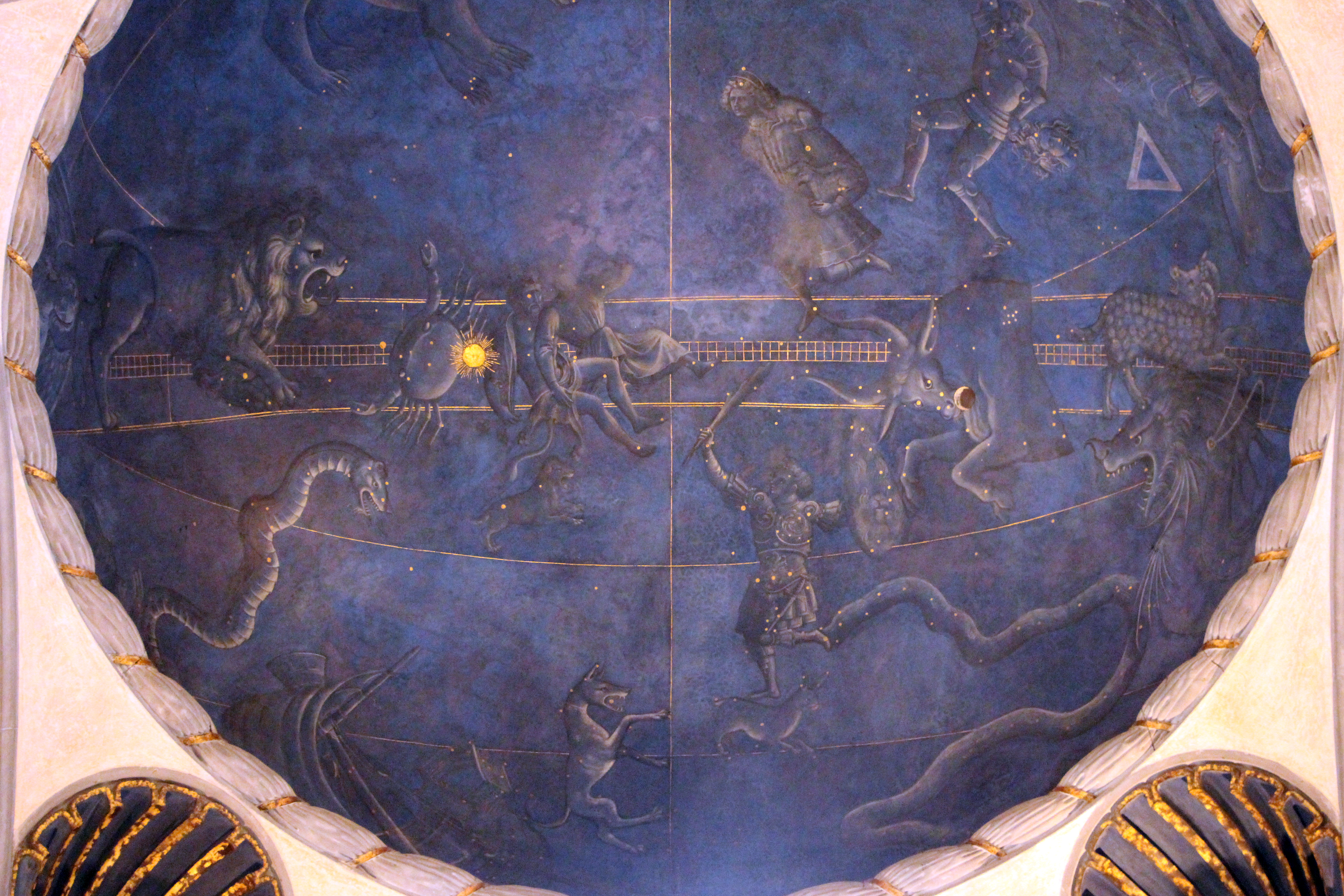
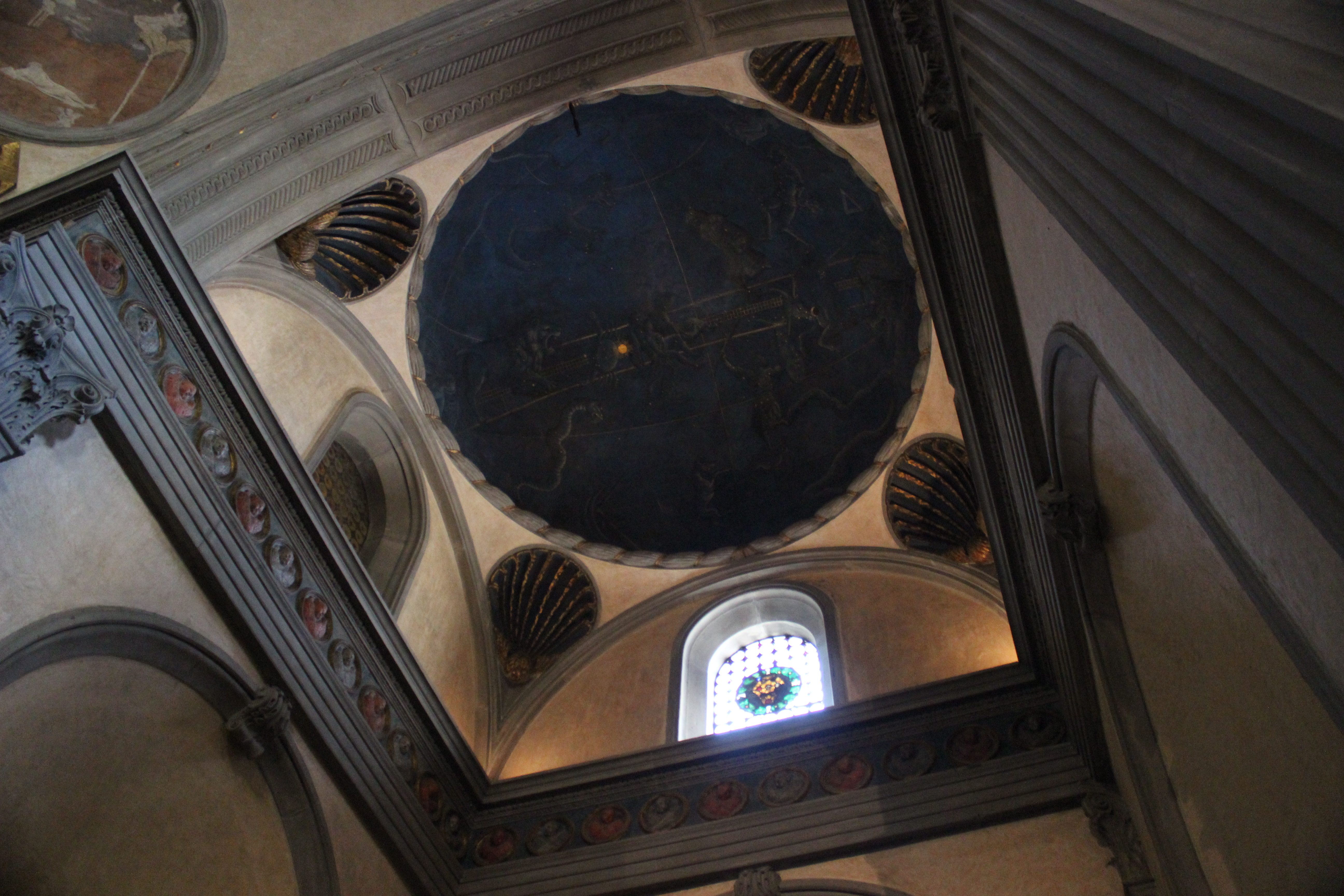
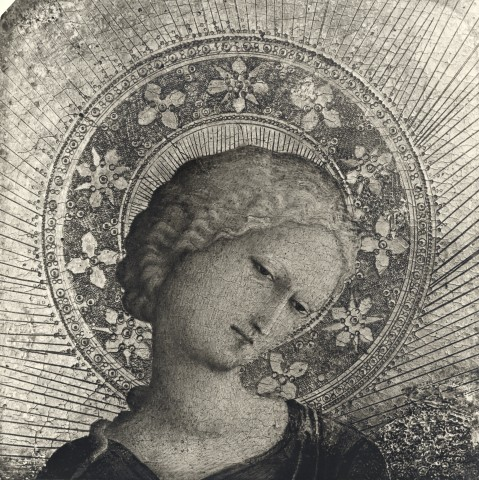
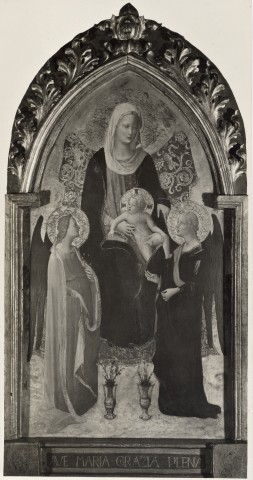

## Dzieła przypisywane artyście
- Madonna dell’Umiltà, ok. 1420
- Emisfero celeste (Kopuła w Kaplicy rodu Pazzich we Florencji), ok. 1442
- Testa di Madonna, ok. 1420-1430
- Madonna col Bambino e angeli, ok. 1420-1430